# Bernd Baumann
Pour les articles homonymes, voir Baumann.
Bernd Baumann, né le 31 janvier 1958 à Wanne-Eickel (Rhénanie-du-Nord-Westphalie), est un homme politique allemand. 
Il est membre de l'Alternative pour l'Allemagne (AfD) et siège au Bundestag depuis 2017.

## Biographie
Baumann étudie dans un lycée de Bochum et obtient son Abitur,. Il est titulaire d'un doctorat en économie de l'université de Bochum,. Il travaille d'abord comme économiste assistant à l'Institut de politique économique (Institut für Wirtschaftspolitik), puis il est employé par des groupes de presse à Munich et Hambourg, avant de devenir conseiller et investisseur indépendant,. Il est marié, et vit à Hambourg.

## Carrière politique
En 2015, Baumann est élu au Parlement de Hambourg, où il préside le groupe de l'AfD de septembre 2016 à septembre 2017. Lors du congrès régional de l'AfD le 3 octobre 2015, il est élu président de l'AfD Hamburg (de).
Le 26 mars 2017, Baumann est élu tête de liste de la fédération régionale de l'AfD à Hambourg avec 51,6 % des voix. Il est ensuite élu député de la dix-neuvième législature du Bundestag lors des élections fédérales de septembre 2017. À ces élections, il obtient 5,1 % des voix comme candidat direct dans la circonscription de Hambourg-Altona (de),.
Le 27 septembre 2017, Baumann est élu directeur du groupe de l'AfD au Bundestag.